# Deuterocohnia digitata
Deuterocohnia digitata är en gräsväxtart som beskrevs av Lyman Bradford Smith. Deuterocohnia digitata ingår i släktet Deuterocohnia och familjen Bromeliaceae. Inga underarter finns listade i Catalogue of Life.